# Drużyna Roku PFA (od 2010)

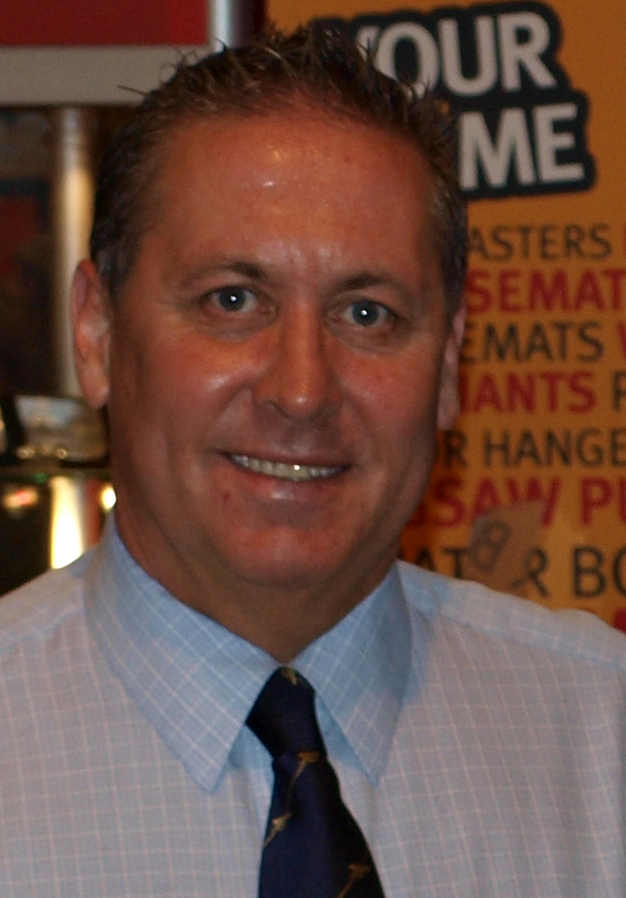
Kenny Sansom w drużynie roku PFA pojawił się najwięcej razy w historii – aż 11 razy.

Drużyna roku w Anglii (PFA) (eng. Professional Footballers’ Association Team of the Year) – coroczna nagroda przyznawana piłkarzom grającym w czterech najlepszych angielskich ligach: Premier league, Championship, League One i League Two. Steven Gerrard obecnie pojawił się najwięcej razy w Drużynie Roku z Premier League – bo aż 8 razy.
Nagroda przyznawana jest od sezonu 1973-74. Lista jest sporządzana przez członków PFA (eng.Professional Footballers’ Association), Stowarzyszenie Piłkarzy Zawodowych (ANF), w styczniu każdego roku, a zwycięzcy są wybierani przez piłkarzy danej ligi angielskiej.

## Legenda
| BR | Bramkarz  |
| OB | Obrońca   |
| PO | Pomocnik  |
| NA | Napastnik |

| Symbol        | Znaczenie                                                       |
| ------------- | --------------------------------------------------------------- |
| dagger        | Pojawił się w drużynie roku Premier League więcej niż jeden raz |
| double-dagger | Pojawiła się w drużynie roku Championship więcej niż jeden raz  |
| *             | Pojawił się w drużynie roku League One więcej niż jeden raz     |
| ¤             | Pojawił się w drużynie roku League Two więcej niż jeden raz     |
| Poz.          | Pozycja                                                         |

## Zwycięzcy

### 2009-10

#### Premier League
| Poz. | Zawodnik           | Klub              | Nominacja (która) |
| ---- | ------------------ | ----------------- | ----------------- |
| BR   | Joe Hart           | Birmingham City   | 2                 |
| OB   | Branislav Ivanović | Chelsea           | 1                 |
| OB   | Thomas Vermaelen   | Arsenal           | 1                 |
| OB   | Richard Dunne      | Aston Villa       | 1                 |
| OB   | Patrice Evra       | Manchester United | 3                 |
| PO   | Antonio Valencia   | Manchester United | 1                 |
| PO   | Cesc Fàbregas      | Arsenal           | 2                 |
| PO   | Darren Fletcher    | Manchester United | 1                 |
| PO   | James Milner       | Aston Villa       | 1                 |
| NA   | Wayne Rooney       | Manchester United | 2                 |
| NA   | Didier Drogba      | Chelsea           | 2                 |

#### Championship
| Poz. | Zawodnik           | Klub                 | Nominacja |
| ---- | ------------------ | -------------------- | --------- |
| BR   | Lee Camp           | Nottingham Forest    | 1         |
| OB   | Chris Gunter       | Nottingham Forest    | 1         |
| OB   | Fabricio Coloccini | Newcastle United     | 1         |
| OB   | Ashley Williams    | Swansea City         | 1         |
| OB   | José Enrique       | Newcastle United     | 1         |
| PO   | Graham Dorrans     | West Bromwich Albion | 1         |
| PO   | Peter Whittingham  | Cardiff City         | 1         |
| PO   | Kevin Nolan        | Newcastle United     | 1         |
| PO   | Charlie Adam       | Blackpool            | 1         |
| NA   | Andy Carroll       | Newcastle United     | 1         |
| NA   | Michael Chopra     | Cardiff City         | 2         |

#### League One
| Poz. | Zawodnik          | Klub              | Nominacja |
| ---- | ----------------- | ----------------- | --------- |
| BR   | Kelvin Davis      | Southampton       | 2         |
| OB   | Frazer Richardson | Charlton Athletic | 1         |
| OB   | Patrick Kisnorbo  | Leeds United      | 1         |
| OB   | Gary Doherty      | Norwich City      | 1         |
| OB   | Ian Harte         | Carlisle United   | 2         |
| PO   | Wes Hoolahan *    | Norwich City      | 2         |
| PO   | Jason Puncheon    | Southampton       | 2         |
| PO   | Robert Snodgrass  | Leeds United      | 1         |
| PO   | Nicky Bailey      | Charlton Athletic | 1         |
| NA   | Rickie Lambert *  | Southampton       | 2         |
| NA   | Grant Holt        | Norwich City      | 2         |

#### League Two
| Poz. | Zawodnik          | Klub             | Nominacja |
| ---- | ----------------- | ---------------- | --------- |
| BR   | Kasper Schmeichel | Notts County     | 1         |
| OB   | John Brayford     | Crewe Alexandra  | 1         |
| OB   | Craig Dawson      | Rochdale         | 1         |
| OB   | Ian Sharps        | Rotherham United | 1         |
| OB   | Tom Kennedy ¤     | Rochdale         | 2         |
| PO   | Ben Davies ¤      | Notts County     | 2         |
| PO   | Stephen Dawson    | Bury             | 1         |
| PO   | Gary Jones        | Rochdale         | 1         |
| PO   | Nicky Law         | Rotherham United | 1         |
| NA   | Lee Hughes        | Notts County     | 2         |
| NA   | Adam le Fondre    | Rotherham United | 1         |

### 2010-11

#### Premier League
| Poz. | Zawodnik          | Klub              | Nominacja |
| ---- | ----------------- | ----------------- | --------- |
| BR   | Edwin van der Sar | Manchester United | 3         |
| OB   | Bacary Sagna      | Arsenal           | 2         |
| OB   | Nemanja Vidić     | Manchester United | 4         |
| OB   | Vincent Kompany   | Manchester City   | 1         |
| OB   | Ashley Cole       | Chelsea           | 4         |
| PO   | Nani              | Manchester United | 1         |
| PO   | Samir Nasri       | Arsenal           | 1         |
| PO   | Jack Wilshere     | Arsenal           | 1         |
| PO   | Gareth Bale       | Tottenham Hotspur | 2         |
| NA   | Carlos Tevez      | Manchester City   | 1         |
| NA   | Dimityr Berbatow  | Manchester United | 2         |

#### Championship
| Poz. | Zawodnik        | Klub                | Nominacja |
| ---- | --------------- | ------------------- | --------- |
| BR   | Paddy Kenny     | Queens Park Rangers | 1         |
| OB   | Kyle Naughton   | Leicester City      | 2         |
| OB   | Ashley Williams | Swansea City        | 2         |
| OB   | Wes Morgan      | Nottingham Forest   | 1         |
| OB   | Ian Harte       | Reading             | 3         |
| PO   | Adel Taarabt    | Queens Park Rangers | 1         |
| PO   | Andy King       | Leicester City      | 1         |
| PO   | Wes Hoolahan    | Norwich City        | 3         |
| PO   | Scott Sinclair  | Swansea City        | 1         |
| NA   | Danny Graham    | Watford             | 1         |
| NA   | Grant Holt      | Norwich City        | 3         |

#### League One
| Poz. | Zawodnik                | Klub                   | Nominacja |
| ---- | ----------------------- | ---------------------- | --------- |
| BR   | Kelvin Davis *          | Southampton            | 3         |
| OB   | Iñigo Calderón          | Brighton & Hove Albion | 1         |
| OB   | Gordon Greer            | Brighton & Hove Albion | 1         |
| OB   | José Fonte              | Southampton            | 1         |
| OB   | Dan Harding             | Southampton            | 1         |
| PO   | Anthony Pilkington      | Huddersfield Town      | 1         |
| PO   | Adam Lallana            | Southampton            | 1         |
| PO   | Alex Oxlade-Chamberlain | Southampton            | 1         |
| PO   | Elliott Bennett         | Brighton & Hove Albion | 1         |
| NA   | Craig Mackail-Smith     | Peterborough United    | 1         |
| NA   | Bradley Wright-Phillips | Charlton Athletic      | 1         |

#### League Two
| Poz. | Zawodnik           | Klub               | Nominacja |
| ---- | ------------------ | ------------------ | --------- |
| BR   | Tommy Lee          | Chesterfield       | 1         |
| OB   | Damian Batt        | Oxford United      | 1         |
| OB   | Ian Sharps ¤       | Shrewsbury Town    | 2         |
| OB   | Guy Branston       | Torquay United     | 1         |
| OB   | Joe Skarz          | Bury               | 1         |
| PO   | Danny Whitaker     | Chesterfield       | 1         |
| PO   | Jimmy Ryan         | Accrington Stanley | 1         |
| PO   | Nicky Law ¤        | Rotherham United   | 2         |
| PO   | Gareth Ainsworth ¤ | Wycombe Wanderers  | 2         |
| NA   | Ryan Lowe          | Bury               | 1         |
| NA   | Craig Davies       | Chesterfield       | 1         |

### 2011-12
Źródło

#### Premier League
| Poz. | Zawodnik           | Klub              | Nominacja |
| ---- | ------------------ | ----------------- | --------- |
| BR   | Joe Hart           | Manchester City   | 3         |
| OB   | Kyle Walker        | Tottenham Hotspur | 1         |
| OB   | Vincent Kompany    | Manchester City   | 2         |
| OB   | Fabricio Coloccini | Newcastle United  | 2         |
| OB   | Leighton Baines    | Everton           | 1         |
| PO   | David Silva        | Manchester City   | 1         |
| PO   | Yaya Touré         | Manchester City   | 1         |
| PO   | Scott Parker       | Tottenham Hotspur | 1         |
| PO   | Gareth Bale        | Tottenham Hotspur | 3         |
| NA   | Robin van Persie   | Arsenal           | 1         |
| NA   | Wayne Rooney       | Manchester United | 3         |

#### Championship
| Poz. | Zawodnik          | Klub            | Nominacja |
| ---- | ----------------- | --------------- | --------- |
| BR   | Kelvin Davis      | Southampton     | 4         |
| OB   | Nathaniel Clyne   | Crystal Palace  | 1         |
| OB   | James Tomkins     | West Ham United | 1         |
| OB   | Curtis Davies     | Birmingham City | 3         |
| OB   | Ian Harte         | Reading         | 4         |
| PO   | Adam Lallana      | Southampton     | 2         |
| PO   | Peter Whittingham | Cardiff City    | 2         |
| PO   | Mark Noble        | West Ham United | 1         |
| PO   | Matt Phillips     | Blackpool       | 1         |
| NA   | Rickie Lambert    | Southampton     | 3         |
| NA   | Jay Rodriguez     | Burnley         | 1         |

#### League One
| Poz. | Zawodnik         | Klub               | Nominacja |
| ---- | ---------------- | ------------------ | --------- |
| BR   | Ben Hamer        | Charlton Athletic  | 1         |
| OB   | Jack Hunt        | Huddersfield Town  | 1         |
| OB   | Michael Morrison | Charlton Athletic  | 1         |
| OB   | Harry Maguire    | Sheffield United   | 1         |
| OB   | Rhoys Wiggins    | Charlton Athletic  | 1         |
| PO   | Johnnie Jackson  | Charlton Athletic  | 1         |
| PO   | Stephen Quinn    | Sheffield United   | 1         |
| PO   | Stephen Gleeson  | Milton Keynes Dons | 1         |
| PO   | Darren Potter    | Milton Keynes Dons | 1         |
| NA   | Jordan Rhodes    | Huddersfield Town  | 1         |
| NA   | Ched Evans       | Sheffield United   | 1         |

#### League Two
| Poz. | Zawodnik        | Klub            | Nominacja |
| ---- | --------------- | --------------- | --------- |
| BR   | Bobby Olejnik   | Torquay United  | 1         |
| OB   | Paul Caddis     | Swindon Town    | 1         |
| OB   | Kyle McFadzean  | Crawley Town    | 1         |
| OB   | Ian Sharps ¤    | Shrewsbury Town | 3         |
| OB   | Kevin Nicholson | Torquay United  | 1         |
| PO   | Matt Ritchie    | Swindon Town    | 1         |
| PO   | Marlon Pack     | Cheltenham Town | 1         |
| PO   | Eunan O’Kane    | Torquay United  | 1         |
| PO   | Lee Mansell     | Torquay United  | 1         |
| NA   | Izale McLeod ¤  | Barnet          | 2         |
| NA   | Tyrone Barnett  | Crawley Town    | 1         |

### 2012-13
Źródło

#### Premier League
| Poz. | Zawodnik         | Klub              | Nominacja |
| ---- | ---------------- | ----------------- | --------- |
| BR   | David de Gea     | Manchester United | 1         |
| OB   | Pablo Zabaleta   | Manchester City   | 1         |
| OB   | Jan Vertonghen   | Tottenham Hotspur | 1         |
| OB   | Rio Ferdinand    | Manchester United | 6         |
| OB   | Leighton Baines  | Everton           | 2         |
| PO   | Gareth Bale      | Tottenham Hotspur | 4         |
| PO   | Juan Mata        | Chelsea           | 1         |
| PO   | Michael Carrick  | Manchester United | 2         |
| PO   | Eden Hazard      | Chelsea           | 1         |
| NA   | Robin van Persie | Manchester United | 2         |
| NA   | Luis Suárez      | Liverpool         | 1         |

#### Championship
| Poz. | Zawodnik          | Klub                   | Nominacja |
| ---- | ----------------- | ---------------------- | --------- |
| BR   | Kasper Schmeichel | Leicester City         | 2         |
| OB   | Kieran Trippier   | Burnley                | 1         |
| OB   | Wes Morgan        | Leicester City         | 2         |
| OB   | Mark Hudson       | Cardiff City           | 1         |
| OB   | Wayne Bridge      | Brighton & Hove Albion | 2         |
| PO   | Wilfried Zaha     | Crystal Palace         | 1         |
| PO   | Tom Ince          | Blackpool              | 1         |
| PO   | Peter Whittingham | Cardiff City           | 3         |
| PO   | Yannick Bolasie   | Crystal Palace         | 1         |
| NA   | Glenn Murray      | Crystal Palace         | 1         |
| NA   | Matěj Vydra       | Watford                | 1         |

#### League One
| Poz. | Zawodnik        | Klub             | Nominacja |
| ---- | --------------- | ---------------- | --------- |
| BR   | Wes Foderingham | Swindon Town     | 1         |
| OB   | Simon Francis   | AFC Bournemouth  | 1         |
| OB   | Rob Jones       | Doncaster Rovers | 1         |
| OB   | Harry Maguire * | Sheffield United | 2         |
| OB   | Charlie Daniels | AFC Bournemouth  | 1         |
| PO   | Matt Ritchie    | AFC Bournemouth  | 2         |
| PO   | Luke Murphy     | Crewe Alexandra  | 1         |
| PO   | Alan Judge      | Notts County     | 1         |
| PO   | David Cotterill | Doncaster Rovers | 1         |
| NA   | Paddy Madden    | Yeovil Town      | 1         |
| NA   | Leon Clarke     | Coventry City    | 1         |

#### League Two
| Poz. | Zawodnik                | Klub            | Nominacja |
| ---- | ----------------------- | --------------- | --------- |
| BR   | Stuart Nelson           | Gillingham      | 1         |
| OB   | Sean Clohessy           | Southend United | 1         |
| OB   | Adam Barrett ¤          | Gillingham      | 3         |
| OB   | Ryan Cresswell          | Southend United | 1         |
| OB   | Joe Martin              | Gillingham      | 1         |
| PO   | Jacques Maghoma         | Burton Albion   | 1         |
| PO   | Marlon Pack ¤           | Cheltenham Town | 2         |
| PO   | Gary Jones ¤            | Bradford City   | 2         |
| PO   | Jennison Myrie-Williams | Port Vale       | 1         |
| NA   | Tom Pope                | Port Vale       | 1         |
| NA   | Jamie Cureton           | Exeter City     | 1         |

### 2013-14
Źródło

#### Premier League
| Poz. | Zawodnik         | Klub            | Nominacja |
| ---- | ---------------- | --------------- | --------- |
| BR   | Petr Čech        | Chelsea         | 2         |
| OB   | Séamus Coleman   | Everton         | 1         |
| OB   | Gary Cahill      | Chelsea         | 1         |
| OB   | Vincent Kompany  | Manchester City | 3         |
| OB   | Luke Shaw        | Southampton     | 1         |
| PO   | Adam Lallana     | Southampton     | 3         |
| PO   | Steven Gerrard   | Liverpool       | 8         |
| PO   | Yaya Touré       | Manchester City | 2         |
| PO   | Eden Hazard      | Chelsea         | 2         |
| NA   | Daniel Sturridge | Liverpool       | 1         |
| NA   | Luis Suárez      | Liverpool       | 2         |

#### Championship
| Poz. | Zawodnik          | Klub              | Nominacja |
| ---- | ----------------- | ----------------- | --------- |
| BR   | Kasper Schmeichel | Leicester City    | 3         |
| OB   | Kieran Trippier   | Burnley           | 2         |
| OB   | Wes Morgan        | Leicester City    | 3         |
| OB   | Jason Shackell    | Burnley           | 1         |
| OB   | Aaron Cresswell   | Ipswich Town      | 1         |
| PO   | Will Hughes       | Derby County      | 1         |
| PO   | Danny Drinkwater  | Leicester City    | 1         |
| PO   | Craig Bryson      | Derby County      | 1         |
| PO   | Andy Reid         | Nottingham Forest | 2         |
| NA   | Danny Ings        | Burnley           | 1         |
| NA   | Ross McCormack    | Leeds United      | 1         |

#### League One
| Poz. | Zawodnik           | Klub                    | Nominacja |
| ---- | ------------------ | ----------------------- | --------- |
| BR   | Carl Ikeme         | Wolverhampton Wanderers | 1         |
| OB   | Sam Ricketts       | Wolverhampton Wanderers | 2         |
| OB   | Danny Batth        | Wolverhampton Wanderers | 1         |
| OB   | Harry Maguire *    | Sheffield United        | 3         |
| OB   | Jake Bidwell       | Brentford               | 1         |
| PO   | Bakary Sako        | Wolverhampton Wanderers | 1         |
| PO   | Adam Forshaw       | Brentford               | 1         |
| PO   | Kevin McDonald     | Wolverhampton Wanderers | 1         |
| PO   | Ben Pringle        | Rotherham United        | 1         |
| NA   | Britt Assombalonga | Peterborough United     | 1         |
| NA   | Callum Wilson      | Coventry City           | 1         |

#### League Two
| Poz. | Zawodnik         | Klub              | Nominacja |
| ---- | ---------------- | ----------------- | --------- |
| BR   | Tommy Lee ¤      | Chesterfield      | 2         |
| OB   | Michael Smith    | Bristol Rovers    | 1         |
| OB   | Ian Evatt        | Chesterfield      | 1         |
| OB   | Liam Cooper      | Chesterfield      | 1         |
| OB   | Michael Rose ¤   | Rochdale          | 2         |
| PO   | Ian Henderson    | Rochdale          | 1         |
| PO   | John-Joe O’Toole | Bristol Rovers    | 1         |
| PO   | Antoni Sarcevic  | Fleetwood Town    | 1         |
| PO   | Gary Roberts     | Chesterfield      | 1         |
| NA   | Sam Winnall      | Scunthorpe United | 1         |
| NA   | Scott Hogan      | Rochdale          | 1         |

### 2014-15

#### Premier League
Źródło
| Poz. | Zawodnik           | Klub              | Nominacja |
| ---- | ------------------ | ----------------- | --------- |
| BR   | David de Gea       | Manchester United | 2         |
| OB   | Branislav Ivanović | Chelsea           | 2         |
| OB   | John Terry         | Chelsea           | 4         |
| OB   | Gary Cahill        | Chelsea           | 2         |
| OB   | Ryan Bertrand      | Southampton       | 1         |
| PO   | Alexis Sánchez     | Arsenal           | 1         |
| PO   | Nemanja Matić      | Chelsea           | 1         |
| PO   | Philippe Coutinho  | Liverpool         | 1         |
| PO   | Eden Hazard        | Chelsea           | 3         |
| NA   | Diego Costa        | Chelsea           | 1         |
| NA   | Harry Kane         | Tottenham Hotspur | 1         |

#### Championship
Źródło
| Poz. | Zawodnik         | Klub                    | Nominacja |
| ---- | ---------------- | ----------------------- | --------- |
| BR   | Keiren Westwood  | Sheffield Wednesday     | 3         |
| OB   | Simon Francis    | AFC Bournemouth         | 2         |
| OB   | Richard Keogh    | Derby County            | 1         |
| OB   | Russell Martin   | Norwich City            | 1         |
| OB   | George Friend    | Middlesbrough           | 1         |
| PO   | Matt Ritchie     | AFC Bournemouth         | 3         |
| PO   | Grant Leadbitter | Middlesbrough           | 1         |
| PO   | Bakary Sako      | Wolverhampton Wanderers | 2         |
| PO   | Alex Pritchard   | Brentford               | 1         |
| NA   | Daryl Murphy     | Ipswich Town            | 1         |
| NA   | Troy Deeney      | Watford                 | 1         |

#### League One
Źródło
| Poz. | Zawodnik       | Klub               | Nominacja |
| ---- | -------------- | ------------------ | --------- |
| BR   | Frank Fielding | Bristol City       | 1         |
| OB   | Nathan Byrne   | Swindon Town       | 1         |
| OB   | Tom Clarke     | Preston North End  | 1         |
| OB   | Aden Flint     | Bristol City       | 1         |
| OB   | Joe Bryan      | Bristol City       | 1         |
| PO   | Dele Alli      | Milton Keynes Dons | 1         |
| PO   | Luke Freeman   | Bristol City       | 1         |
| PO   | Massimo Luongo | Swindon Town       | 1         |
| PO   | Korey Smith    | Bristol City       | 1         |
| NA   | Joe Garner     | Preston North End  | 1         |
| NA   | Eoin Doyle     | Chesterfield       | 1         |

#### League Two
Źródło
| Poz. | Zawodnik       | Klub            | Nominacja |
| ---- | -------------- | --------------- | --------- |
| BR   | Daniel Bentley | Southend United | 1         |
| OB   | Phil Edwards   | Burton Albion   | 1         |
| OB   | Steve McNulty  | Luton Town      | 1         |
| OB   | Connor Goldson | Shrewsbury Town | 1         |
| OB   | Ben Coker      | Southend United | 1         |
| PO   | Ryan Woods     | Shrewsbury Town | 1         |
| PO   | Matt Grimes    | Exeter City     | 1         |
| PO   | Jed Wallace    | Portsmouth      | 1         |
| PO   | Danny Mayor    | Bury            | 1         |
| NA   | Matt Tubbs     | Portsmouth      | 1         |
| NA   | Reuben Reid    | Plymouth Argyle | 1         |

### 2015-16

#### Premier League
| Poz. | Zawodnik          | Klub              | Nominacja |
| ---- | ----------------- | ----------------- | --------- |
| BR   | David de Gea      | Manchester United | 3         |
| OB   | Héctor Bellerín   | Arsenal           | 1         |
| OB   | Toby Alderweireld | Tottenham Hotspur | 1         |
| OB   | Wes Morgan        | Leicester City    | 1         |
| OB   | Danny Rose        | Tottenham Hotspur | 1         |
| PO   | Riyad Mahrez      | Leicester City    | 1         |
| PO   | Dele Alli         | Tottenham Hotspur | 2         |
| PO   | N’Golo Kanté      | Leicester City    | 1         |
| PO   | Dimitri Payet     | West Ham United   | 1         |
| NA   | Jamie Vardy       | Leicester City    | 1         |
| NA   | Harry Kane        | Tottenham Hotspur | 2         |

#### Championship
| Poz. | Zawodnik       | Klub                   | Nominacja |
| ---- | -------------- | ---------------------- | --------- |
| BR   | Tom Heaton     | Burnley                | 1         |
| OB   | Bruno          | Brighton & Hove Albion | 1         |
| OB   | Daniel Ayala   | Middlesbrough          | 1         |
| OB   | Michael Dawson | Hull City              | 2         |
| OB   | Michael Keane  | Burnley                | 1         |
| OB   | George Friend  | Middlesbrough          | 2         |
| PO   | Adam Clayton   | Middlesbrough          | 1         |
| PO   | Alan Judge     | Brentford              | 2         |
| PO   | Joey Barton    | Burnley                | 1         |
| PO   | Barry Bannan   | Sheffield Wednesday    | 1         |
| NA   | Ross McCormack | Fulham                 | 2         |
| NA   | Andre Gray     | Burnley                | 1         |

#### League One
| Poz. | Zawodnik        | Klub           | Nominacja |
| ---- | --------------- | -------------- | --------- |
| BR   | Jon McLaughlin  | Burton Albion  | 1         |
| OB   | Reece Wabara    | Wigan Athletic | 1         |
| OB   | John Egan       | Gillingham     | 1         |
| OB   | Craig Morgan    | Wigan Athletic | 1         |
| OB   | Rico Henry      | Walsall        | 1         |
| PO   | Yanic Wildschut | Wigan Athletic | 1         |
| PO   | Bradley Dack    | Gillingham     | 1         |
| PO   | Romaine Sawyers | Walsall        | 1         |
| PO   | Mark Duffy      | Burton Albion  | 1         |
| NA   | Adam Armstrong  | Coventry City  | 1         |
| NA   | Will Grigg      | Wigan Athletic | 1         |

#### League Two
| Poz. | Zawodnik           | Klub               | Nominacja |
| ---- | ------------------ | ------------------ | --------- |
| BR   | Adam Smith         | Northampton Town   | 1         |
| OB   | George Baldock     | Oxford United      | 1         |
| OB   | Curtis Nelson      | Plymouth Argyle    | 1         |
| OB   | Aaron Pierre       | Wycombe Wanderers  | 1         |
| OB   | Joe Jacobson       | Wycombe Wanderers  | 1         |
| PO   | Ricky Holmes       | Northampton Town   | 1         |
| PO   | John-Joe O’Toole ¤ | Northampton Town   | 2         |
| PO   | Matt Crooks        | Accrington Stanley | 1         |
| PO   | Kemar Roofe        | Oxford United      | 1         |
| NA   | Jay Simpson        | Leyton Orient      | 1         |
| NA   | Matt Taylor        | Bristol Rovers     | 1         |

### 2016-17
Źródło

#### Premier League
| Poz. | Zawodnik      | Klub              | Nominacja |
| ---- | ------------- | ----------------- | --------- |
| BR   | David de Gea  | Manchester United | 4         |
| OB   | Kyle Walker   | Tottenham Hotspur | 2         |
| OB   | Gary Cahill   | Chelsea           | 3         |
| OB   | David Luiz    | Chelsea           | 1         |
| OB   | Danny Rose    | Tottenham Hotspur | 2         |
| PO   | Eden Hazard   | Chelsea           | 4         |
| PO   | Dele Alli     | Tottenham Hotspur | 3         |
| PO   | N’Golo Kanté  | Chelsea           | 2         |
| PO   | Sadio Mané    | Liverpool         | 1         |
| NA   | Harry Kane    | Tottenham Hotspur | 3         |
| NA   | Romelu Lukaku | Everton           | 1         |

#### Championship
| Poz. | Zawodnik          | Klub                   | Nominacja |
| ---- | ----------------- | ---------------------- | --------- |
| BR   | David Stockdale   | Brighton & Hove Albion | 1         |
| OB   | Bruno             | Brighton & Hove Albion | 2         |
| OB   | Lewis Dunk        | Brighton & Hove Albion | 1         |
| OB   | Jamaal Lascelles  | Newcastle United       | 1         |
| OB   | Ryan Sessegnon    | Fulham                 | 1         |
| PO   | Tom Cairney       | Fulham                 | 1         |
| PO   | Anthony Knockaert | Brighton & Hove Albion | 1         |
| PO   | Aaron Mooy        | Huddersfield Town      | 1         |
| PO   | Jonjo Shelvey     | Newcastle United       | 1         |
| NA   | Dwight Gayle      | Newcastle United       | 1         |
| NA   | Chris Wood        | Leeds United           | 1         |

#### League One
| Poz. | Zawodnik       | Klub              | Nominacja |
| ---- | -------------- | ----------------- | --------- |
| BR   | Simon Moore    | Sheffield United  | 1         |
| OB   | Kieron Freeman | Sheffield United  | 1         |
| OB   | Mark Beevers   | Bolton Wanderers  | 1         |
| OB   | David Wheater  | Bolton Wanderers  | 1         |
| OB   | James Meredith | Bradford City     | 1         |
| PO   | Mark Duffy *   | Sheffield United  | 2         |
| PO   | John Fleck     | Sheffield United  | 1         |
| PO   | Josh Morris    | Scunthorpe United | 1         |
| PO   | Erhun Oztumer  | Walsall           | 1         |
| NA   | Billy Sharp *  | Sheffield United  | 3         |
| NA   | James Vaughan  | Bury              | 1         |

#### League Two
| Poz. | Zawodnik          | Klub             | Nominacja |
| ---- | ----------------- | ---------------- | --------- |
| BR   | Luke McCormick    | Plymouth Argyle  | 1         |
| OB   | Kelvin Mellor     | Blackpool        | 1         |
| OB   | Sonny Bradley     | Plymouth Argyle  | 1         |
| OB   | Christian Burgess | Portsmouth       | 1         |
| OB   | Enda Stevens      | Portsmouth       | 1         |
| PO   | Nicky Adams       | Carlisle United  | 1         |
| PO   | Luke Berry        | Cambridge United | 1         |
| PO   | James Coppinger   | Doncaster Rovers | 1         |
| PO   | Graham Carey      | Plymouth Argyle  | 1         |
| NA   | Danny Hylton      | Luton Town       | 1         |
| NA   | John Marquis      | Doncaster Rovers | 1         |

### 2017-18
Źródło

#### Premier League
| Poz. | Zawodnik          | Klub              | Nominacja |
| ---- | ----------------- | ----------------- | --------- |
| BR   | David de Gea      | Manchester United | 5         |
| OB   | Kyle Walker       | Manchester City   | 3         |
| OB   | Nicolás Otamendi  | Manchester City   | 1         |
| OB   | Jan Vertonghen    | Tottenham Hotspur | 2         |
| OB   | Marcos Alonso     | Chelsea           | 1         |
| PO   | David Silva       | Manchester City   | 2         |
| PO   | Christian Eriksen | Tottenham Hotspur | 1         |
| PO   | Kevin De Bruyne   | Manchester City   | 1         |
| NA   | Mohamed Salah     | Liverpool         | 1         |
| NA   | Harry Kane        | Tottenham Hotspur | 4         |
| NA   | Sergio Agüero     | Manchester City   | 1         |

#### Championship
| Poz. | Zawodnik        | Klub                    | Nominacja |
| ---- | --------------- | ----------------------- | --------- |
| BR   | John Ruddy      | Wolverhampton Wanderers | 1         |
| OB   | Ryan Fredericks | Fulham                  | 1         |
| OB   | Sol Bamba       | Cardiff City            | 1         |
| OB   | Willy Boly      | Wolverhampton Wanderers | 1         |
| OB   | Ryan Sessegnon  | Fulham                  | 2         |
| PO   | James Maddison  | Norwich City            | 1         |
| PO   | Rúben Neves     | Wolverhampton Wanderers | 1         |
| PO   | Tom Cairney     | Fulham                  | 2         |
| PO   | Bobby Reid      | Bristol City            | 1         |
| NA   | Leon Clarke     | Sheffield United        | 2         |
| NA   | Matěj Vydra     | Derby County            | 2         |

#### League One
| Poz. | Zawodnik        | Klub                | Nominacja |
| ---- | --------------- | ------------------- | --------- |
| BR   | Dean Henderson  | Shrewsbury Town     | 1         |
| OB   | Nathan Byrne *  | Wigan Athletic      | 2         |
| OB   | Charlie Mulgrew | Blackburn Rovers    | 1         |
| OB   | Dan Burn        | Wigan Athletic      | 1         |
| OB   | Amari’i Bell    | Blackburn Rovers    | 1         |
| PO   | Bradley Dack *  | Blackburn Rovers    | 2         |
| PO   | Erhun Oztumer * | Walsall             | 2         |
| PO   | Nick Powell     | Wigan Athletic      | 1         |
| NA   | Danny Graham    | Blackburn Rovers    | 2         |
| NA   | Jack Marriott   | Peterborough United | 1         |
| NA   | Will Grigg *    | Wigan Athletic      | 2         |

#### League Two
| Poz. | Zawodnik          | Klub               | Nominacja |
| ---- | ----------------- | ------------------ | --------- |
| BR   | Marek Štěch       | Luton Town         | 1         |
| OB   | Jack Grimmer      | Coventry City      | 1         |
| OB   | Alan Sheehan      | Luton Town         | 1         |
| OB   | Mark Hughes       | Accrington Stanley | 1         |
| OB   | Daniel Potts      | Luton Town         | 1         |
| PO   | Jorge Grant       | Notts County       | 1         |
| PO   | Luke Berry ¤      | Luton Town         | 2         |
| PO   | Sean McConville   | Accrington Stanley | 1         |
| NA   | Adebayo Akinfenwa | Wycombe Wanderers  | 1         |
| NA   | Billy Kee         | Accrington Stanley | 1         |
| NA   | Danny Hylton ¤    | Luton Town         | 2         |

### 2018-19
Źródło

#### Premier League
| Poz. | Zawodnik               | Klub              | Nominacja |
| ---- | ---------------------- | ----------------- | --------- |
| BR   | Ederson                | Manchester City   | 1         |
| OB   | Trent Alexander-Arnold | Liverpool         | 1         |
| OB   | Virgil van Dijk        | Liverpool         | 1         |
| OB   | Aymeric Laporte        | Manchester City   | 1         |
| OB   | Andrew Robertson       | Liverpool         | 1         |
| PO   | Bernardo Silva         | Manchester City   | 1         |
| PO   | Fernandinho            | Manchester City   | 1         |
| PO   | Paul Pogba             | Manchester United | 1         |
| NA   | Raheem Sterling        | Manchester City   | 1         |
| NA   | Sergio Agüero          | Manchester City   | 2         |
| NA   | Sadio Mané             | Liverpool         | 2         |

#### Championship
| Poz. | Zawodnik        | Klub             | Nominacja |
| ---- | --------------- | ---------------- | --------- |
| BR   | Darren Randolph | Middlesbrough    | 1         |
| OB   | Max Aarons      | Norwich City     | 1         |
| OB   | Pontus Jansson  | Leeds United     | 1         |
| OB   | Liam Cooper     | Leeds United     | 1         |
| OB   | Jamal Lewis     | Norwich City     | 1         |
| PO   | Jack Grealish   | Aston Villa      | 1         |
| PO   | Oliver Norwood  | Sheffield United | 1         |
| PO   | Pablo Hernández | Leeds United     | 1         |
| NA   | Tammy Abraham   | Aston Villa      | 1         |
| NA   | Teemu Pukki     | Norwich City     | 1         |
| NA   | Billy Sharp     | Sheffield United | 1         |

#### League One
| Poz. | Zawodnik       | Klub             | Nominacja |
| ---- | -------------- | ---------------- | --------- |
| BR   | Adam Davies    | Barnsley         | 1         |
| OB   | Dimitri Cavaré | Barnsley         | 1         |
| OB   | Ethan Pinnock  | Barnsley         | 1         |
| OB   | Matt Clarke    | Portsmouth       | 1         |
| OB   | James Justin   | Luton Town       | 1         |
| PO   | Aiden McGeady  | Sunderland       | 1         |
| PO   | Jamal Lowe     | Portsmouth       | 1         |
| PO   | Alex Mowatt    | Barnsley         | 1         |
| NA   | Kieffer Moore  | Barnsley         | 1         |
| NA   | James Collins  | Luton Town       | 1         |
| NA   | John Marquis   | Doncaster Rovers | 2         |

#### League Two
| Poz. | Zawodnik        | Klub                | Nominacja |
| ---- | --------------- | ------------------- | --------- |
| BR   | Joe Murphy      | Bury                | 1         |
| OB   | Neal Eardley    | Lincoln City        | 1         |
| OB   | Jason Shackell  | Lincoln City        | 1         |
| OB   | Krystian Pearce | Mansfield Town      | 1         |
| OB   | Harry Toffolo   | Lincoln City        | 1         |
| PO   | Reece Brown     | Forest Green Rovers | 1         |
| PO   | Danny Mayor ¤   | Bury                | 2         |
| PO   | Jay O’Shea      | Bury                | 1         |
| NA   | Tyler Walker    | Mansfield Town      | 1         |
| NA   | James Norwood   | Tranmere Rovers     | 1         |
| NA   | John Akinde     | Lincoln City        | 1         |

### 2019-20
Źródło

#### Premier League
| Poz. | Zawodnik                  | Klub            | Nominacja |
| ---- | ------------------------- | --------------- | --------- |
| BR   | Nick Pope                 | Burnley         | 1         |
| OB   | Trent Alexander-Arnold    | Liverpool       | 2         |
| OB   | Virgil van Dijk           | Liverpool       | 2         |
| OB   | Çağlar Söyüncü            | Leicester City  | 1         |
| OB   | Andrew Robertson          | Liverpool       | 2         |
| PO   | Kevin De Bruyne           | Manchester City | 2         |
| PO   | David Silva               | Manchester City | 3         |
| PO   | Jordan Henderson          | Liverpool       | 1         |
| NA   | Jamie Vardy               | Leicester City  | 2         |
| NA   | Pierre-Emerick Aubameyang | Arsenal         | 1         |
| NA   | Sadio Mané                | Liverpool       | 3         |

#### Championship
| Poz. | Zawodnik            | Klub                 | Nominacja |
| ---- | ------------------- | -------------------- | --------- |
| BR   | Brice Samba         | Nottingham Forest    | 1         |
| OB   | Luke Ayling         | Leeds United         | 1         |
| OB   | Ben White           | Leeds United         | 1         |
| OB   | Liam Cooper         | Leeds United         | 2         |
| OB   | Joe Bryan           | Fulham               | 1         |
| PO   | Romaine Sawyers     | West Bromwich Albion | 1         |
| PO   | Kalvin Phillips     | Leeds United         | 1         |
| PO   | Eberechi Eze        | Queens Park Rangers  | 1         |
| NA   | Saïd Benrahma       | Brentford            | 1         |
| NA   | Ollie Watkins       | Brentford            | 1         |
| NA   | Aleksandar Mitrović | Fulham               | 1         |

#### League One
| Poz. | Zawodnik           | Klub                | Nominacja |
| ---- | ------------------ | ------------------- | --------- |
| BR   | Marko Maroši       | Coventry City       | 1         |
| OB   | Joe Jacobson       | Wycombe Wanderers   | 1         |
| OB   | Robert Dickie      | Oxford United       | 1         |
| OB   | Michael Ihiekwe    | Rotherham United    | 1         |
| OB   | Fankaty Dabo       | Coventry City       | 1         |
| PO   | Matt Crooks        | Rotherham United    | 1         |
| PO   | Liam Walsh         | Coventry City       | 1         |
| PO   | Cameron Brannagan  | Oxford United       | 1         |
| NA   | Matt Godden        | Coventry City       | 1         |
| NA   | Ivan Toney         | Peterborough United | 1         |
| NA   | Armand Gnanduillet | Blackpool           | 1         |

#### League Two
| Poz. | Zawodnik         | Klub             | Nominacja |
| ---- | ---------------- | ---------------- | --------- |
| BR   | Alex Palmer      | Plymouth Argyle  | 1         |
| OB   | Randell Williams | Exeter City      | 1         |
| OB   | Charlie Goode    | Northampton Town | 1         |
| OB   | Ben Tozer        | Cheltenham Town  | 1         |
| OB   | Perry Ng         | Crewe Alexandra  | 1         |
| PO   | Nicky Adams      | Northampton Town | 2         |
| PO   | Danny Mayor      | Plymouth Argyle  | 3         |
| PO   | Antoni Sarcevic  | Plymouth Argyle  | 2         |
| NA   | Jerry Yates      | Swindon Town     | 1         |
| NA   | Eoin Doyle       | Swindon Town     | 1         |
| NA   | Charlie Kirk     | Crewe Alexandra  | 1         |

### 2020-21
Źródło

#### Premier League
| Poz. | Zawodnik        | Klub              | Nominacja |
| ---- | --------------- | ----------------- | --------- |
| BR   | Ederson         | Manchester City   | 2         |
| OB   | João Cancelo    | Manchester City   | 1         |
| OB   | John Stones     | Manchester City   | 1         |
| OB   | Rúben Dias      | Manchester City   | 1         |
| OB   | Luke Shaw       | Manchester United | 2         |
| PO   | Kevin De Bruyne | Manchester City   | 3         |
| PO   | İlkay Gündoğan  | Manchester City   | 1         |
| PO   | Bruno Fernandes | Manchester United | 1         |
| NA   | Harry Kane      | Tottenham Hotspur | 5         |
| NA   | Mohamed Salah   | Liverpool         | 2         |
| NA   | Son Heung-min   | Tottenham Hotspur | 1         |

#### Championship
| Poz. | Zawodnik         | Klub             | Nominacja |
| ---- | ---------------- | ---------------- | --------- |
| BR   | Tim Krul         | Norwich City     | 1         |
| OB   | Max Aarons       | Norwich City     | 2         |
| OB   | Ethan Pinnock    | Brentford        | 2         |
| OB   | Grant Hanley     | Norwich City     | 1         |
| OB   | Rico Henry       | Brentford        | 2         |
| PO   | Emiliano Buendía | Norwich City     | 1         |
| PO   | Michael Olise    | Reading          | 1         |
| PO   | Oliver Skipp     | Norwich City     | 1         |
| NA   | Adam Armstrong   | Blackburn Rovers | 2         |
| NA   | Ivan Toney       | Brentford        | 2         |
| NA   | Teemu Pukki      | Norwich City     | 2         |

#### League One
| Poz. | Zawodnik             | Klub                | Nominacja |
| ---- | -------------------- | ------------------- | --------- |
| BR   | Chris Maxwell        | Blackpool           | 1         |
| OB   | Callum Elder         | Hull City           | 1         |
| OB   | Lewie Coyle          | Hull City           | 1         |
| OB   | Lewis Montsma        | Lincoln City        | 1         |
| OB   | Robert Atkinson      | Oxford United       | 1         |
| PO   | Aiden McGeady *      | Sunderland          | 2         |
| PO   | George Honeyman      | Hull City           | 1         |
| PO   | Jorge Grant          | Lincoln City        | 2         |
| NA   | Charlie Wyke         | Sunderland          | 1         |
| NA   | Jonson Clarke-Harris | Peterborough United | 1         |
| NA   | Mallik Wilks         | Hull City           | 1         |

#### League Two
| Poz. | Zawodnik        | Klub             | Nominacja |
| ---- | --------------- | ---------------- | --------- |
| BR   | Václav Hladký   | Salford City     | 1         |
| OB   | Ben Tozer ¤     | Cheltenham Town  | 2         |
| OB   | Kyle Knoyle     | Cambridge United | 1         |
| OB   | Ricardo Santos  | Bolton Wanderers | 1         |
| OB   | Will Boyle      | Cheltenham Town  | 1         |
| PO   | Josh Sheehan    | Newport County   | 1         |
| PO   | Matt Jay        | Exeter City      | 1         |
| PO   | Wes Hoolahan ¤  | Cambridge United | 4         |
| NA   | Eoin Doyle ¤    | Bolton Wanderers | 3         |
| NA   | Paul Mullin     | Cambridge United | 1         |
| NA   | James Vaughan ¤ | Tranmere Rovers  | 2         |

### 2021-22
Źródło

#### Premier League
| Poz. | Zawodnik               | Klub              | Nominacja |
| ---- | ---------------------- | ----------------- | --------- |
| BR   | Alisson                | Liverpool         | 1         |
| OB   | Trent Alexander-Arnold | Liverpool         | 3         |
| OB   | Virgil van Dijk        | Liverpool         | 3         |
| OB   | Antonio Rüdiger        | Chelsea           | 1         |
| OB   | João Cancelo           | Manchester City   | 2         |
| PO   | Bernardo Silva         | Manchester City   | 2         |
| PO   | Thiago Alcântara       | Liverpool         | 1         |
| PO   | Kevin De Bruyne        | Manchester City   | 4         |
| NA   | Sadio Mané             | Liverpool         | 4         |
| NA   | Cristiano Ronaldo      | Manchester United | 5         |
| NA   | Mohamed Salah          | Liverpool         | 3         |

#### Championship
| Poz. | Zawodnik            | Klub              | Nominacja |
| ---- | ------------------- | ----------------- | --------- |
| BR   | Lee Nicholls        | Huddersfield Town | 1         |
| OB   | Djed Spence         | Nottingham Forest | 1         |
| OB   | Tosin Adarabioyo    | Fulham            | 1         |
| OB   | Lloyd Kelly         | AFC Bournemouth   | 1         |
| OB   | Tim Ream            | Fulham            | 1         |
| PO   | Philip Billing      | AFC Bournemouth   | 1         |
| PO   | Fábio Carvalho      | Fulham            | 1         |
| PO   | Harry Wilson        | Fulham            | 1         |
| NA   | Ben Brereton        | Doncaster Rovers  | 1         |
| NA   | Dominic Solanke     | AFC Bournemouth   | 1         |
| NA   | Aleksandar Mitrović | Fulham            | 2         |

#### League One
| Poz. | Zawodnik            | Klub                | Nominacja |
| ---- | ------------------- | ------------------- | --------- |
| BR   | Gavin Bazunu        | Portsmouth          | 1         |
| OB   | Harry Darling       | Milton Keynes Dons  | 1         |
| OB   | Jack Whatmough      | Wigan Athletic      | 1         |
| OB   | Michael Ihiekwe *   | Rotherham United    | 2         |
| OB   | Ricardo Santos *    | Bolton Wanderers    | 2         |
| PO   | Barry Bannan *      | Sheffield Wednesday | 2         |
| PO   | Scott Twine         | Milton Keynes Dons  | 1         |
| PO   | Cameron Brannagan * | Oxford United       | 2         |
| NA   | Cole Stockton       | Morecambe           | 1         |
| NA   | Ross Stewart        | Sunderland          | 1         |
| NA   | Will Keane          | Wigan Athletic      | 1         |

#### League Two
| Poz. | Zawodnik        | Klub                | Nominacja |
| ---- | --------------- | ------------------- | --------- |
| BR   | Liam Roberts    | Northampton Town    | 1         |
| OB   | Kane Wilson     | Forest Green Rovers | 1         |
| OB   | Fraser Horsfall | Northampton Town    | 1         |
| OB   | Peter Clarke    | Tranmere Rovers     | 1         |
| OB   | Jon Guthrie     | Northampton Town    | 1         |
| PO   | Matt Jay ¤      | Exeter City         | 2         |
| PO   | Ebou Adams      | Forest Green Rovers | 1         |
| PO   | Nicky Cadden    | Forest Green Rovers | 1         |
| NA   | Jamille Matt    | Forest Green Rovers | 1         |
| NA   | Matty Stevens   | Forest Green Rovers | 1         |
| NA   | Dom Telford     | Newport County      | 1         |

### 2022-23
Źródło

#### Premier League
| Poz. | Zawodnik        | Klub              | Nominacja |
| ---- | --------------- | ----------------- | --------- |
| BR   | Aaron Ramsdale  | Arsenal           | 1         |
| OB   | William Saliba  | Arsenal           | 1         |
| OB   | Rúben Dias      | Manchester City   | 2         |
| OB   | John Stones     | Manchester City   | 2         |
| OB   | Kieran Trippier | Newcastle United  | 1         |
| PO   | Martin Ødegaard | Arsenal           | 1         |
| PO   | Rodri           | Manchester City   | 1         |
| PO   | Kevin De Bruyne | Manchester City   | 5         |
| NA   | Harry Kane      | Tottenham Hotspur | 6         |
| NA   | Erling Haaland  | Manchester City   | 1         |
| NA   | Bukayo Saka     | Arsenal           | 1         |

#### Championship
| Poz. | Zawodnik         | Klub             | Nominacja |
| ---- | ---------------- | ---------------- | --------- |
| BR   | Arijanet Muric   | Burnley          | 1         |
| OB   | Tom Lockyer      | Luton Town       | 1         |
| OB   | Connor Roberts   | Burnley          | 1         |
| OB   | Anel Ahmedhodžić | Sheffield United | 1         |
| OB   | Ian Maatsen      | Burnley          | 1         |
| PO   | Iliman Ndiaye    | Sheffield United | 1         |
| PO   | Nathan Tella     | Burnley          | 1         |
| PO   | Josh Brownhill   | Burnley          | 1         |
| NA   | Carlton Morris   | Luton Town       | 1         |
| NA   | Viktor Gyökeres  | Coventry City    | 1         |
| NA   | Chuba Akpom      | Middlesbrough    | 1         |

#### League One
| Poz. | Zawodnik               | Klub                | Nominacja |
| ---- | ---------------------- | ------------------- | --------- |
| BR   | James Trafford         | Bolton Wanderers    | 1         |
| OB   | Mads Juel Andersen     | Barnsley            | 1         |
| OB   | Ricardo Santos *       | Bolton Wanderers    | 3         |
| OB   | Bali Mumba             | Plymouth Argyle     | 1         |
| OB   | Leif Davis             | Ipswich Town        | 1         |
| PO   | Luca Connell           | Barnsley            | 1         |
| PO   | Sam Morsy              | Ipswich Town        | 1         |
| PO   | Barry Bannan *         | Sheffield Wednesday | 2         |
| NA   | David McGoldrick       | Derby County        | 1         |
| NA   | Jonson Clarke-Harris * | Peterborough United | 2         |
| NA   | Conor Chaplin          | Ipswich Town        | 1         |

#### League Two
| Poz. | Zawodnik           | Klub              | Nominacja |
| ---- | ------------------ | ----------------- | --------- |
| BR   | Lawrence Vigouroux | Leyton Orient     | 1         |
| OB   | Ibou Touray        | Salford City      | 1         |
| OB   | Junior Tchamadeu   | Colchester United | 1         |
| OB   | Omar Beckles       | Leyton Orient     | 1         |
| OB   | Carl Piergianni    | Stevenage         | 1         |
| PO   | Idris El Mizouni   | Leyton Orient     | 1         |
| PO   | Elliot Watt        | Salford City      | 1         |
| PO   | Owen Moxon         | Carlisle United   | 1         |
| NA   | Paul Smyth         | Leyton Orient     | 1         |
| NA   | Sam Hoskins        | Northampton Town  | 1         |
| NA   | Andy Cook          | Bradford City     | 1         |